# Chutes de Multnomah
Les chutes de Multnomah (Multnomah Falls) sont des chutes d'eau de la gorge du Columbia, dans le comté de Multnomah, dans l'Oregon, aux États-Unis.
Il y a un pont en arc qui passe au-dessus, de 14 m de longueur, construit en 1914.